# Gollarahalli, Chitradurga
Gollarahalli là một làng thuộc tehsil Chitradurga, huyện Chitradurga, bang Karnataka, Ấn Độ.